# وینسنت وارد (کارگردان)
وینسنت وارد (انگلیسی: Vincent Ward؛ ۱۶ فوریهٔ ۱۹۵۶) کارگردان، فیلم‌نامه‌نویس و هنرمند اهل نیوزیلند است.

## فیلم‌شناسی
- چه رویاهایی که می‌آیند (۱۹۹۸، کارگردان)
- آخرین سامورایی (۲۰۰۳، مدیر اجرایی تولید)